# 성령 (기독교)

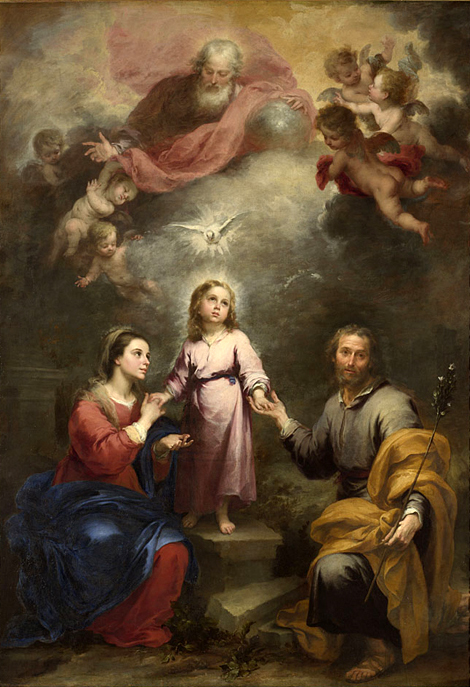
하늘의 삼위일체 가운데 비둘기로 성령이 아들의 성육신을 통하여 땅의 삼위일체에 연합하는 그림, 1677년 무릴로 작품.

기독교의 성령 (Holy Spirit in Christianity)은 기독교에서 삼위일체 하느님가운데 제 3위이시다. 대부분의 기독교 교파 들에게 성령 혹은 성신은 삼위 일체의 3위 ( hypostasis)이다 : 삼위 일체의 하느님은 성부 하느님 , 성자 하느님, 성령 하느님으로 나타난다. 따라서 하느님은 각 각의 인격으로 계신다.  삼위 일체 교리를 거부하는 비삼위일체론자들은 주류 기독교와 성령에 대한 그들의 신앙 이 크게 다르며 일반적으로 유니테리언니즘, 비니테리안, 양태론 및 다른 여러 이단들이 이 범주에 속한다.  일부 기독교 신학자들은 성령을 유대인 성경에 있는 Ruach Hakodesh (하코데쉬의 영),  Elohim (하느님의 영 ), Ruach YHWH (야웨의 영), Ruach Hakmah (지혜의 성령 ) 등과 동일한 분으로 본다. 신약 성경에서 그분은 그리스도의 영, 진리의 영, 보혜사 및 성령과 동일하다.
신약은 예수의 지상의 삶과 사역 중에서 성령과 사이의 긴밀한 관계에 대해 자세히 설명한다. 마태와 누가의 복음서와 니케아 신조는 예수님은 "  마리아로 부터성령에 의해서 잉태되었다고 진술한다.  성령은 예수가 침례를 받는 동안 비둘기처럼 그에게 내려 왔으며 최후의 만찬이 끝난 후 그의 작별 담화에서 예수님은 떠나신한 후에 성령을 제자들에게 보내겠다고 약속 하셨다.
성령은 니케아 신조 (Nicene Creed)에서 "주님, 생명의 주"라고 불리며, 많은 기독교 교단이 지니고 있는 몇 가지 핵심 신념을 요약한다.  개종의 삼자 일체 성령에 성령의 참여는 마태 복음의 마지막 부분에 있는 제자들에 대한 예수님의 부활 후 마지막 가르침에서 분명하다 ( 28:19 ). "모든 민족을 제자로 삼아 성부와 성자의 이름으로 세례를 주고 " 와  " 두세 사람이 내 이름으로 함께 모인 곳에 나도 그 가운데 있다 "라고 말했다.  1 세기 이래로 그리스도인들은 삼위 일체 공식 "아버지, 아들, 성령"의 이름으로 기도와 용서, 축복에서 하느님께 구했다. 사도 행전의 책에서 성령의 강림은 그리스도의 부활 후 50 일째에 일어났고 현재 오순절의 절기를 맞아 그리스도교 국가에서 기념되고 있다.
기독교 신학에서 성령론은 성령을 연구하는 학문을 말한다.

## 어원학 및 사용법
코이네 헬라어 pneûma ( πνεῦμα , pneuma )은 신약 성서에서 약 385 번 발견되며 일부 학자는 3-9 번 차이가있다. Pneuma는 4 개의 정경 복음서에서 105 번, 사도 행전에서 69 번, 바오로 인 서신서에서 161 번, 다른 곳에서 50 번 나타난다.  이러한 용도는 다양하다 : 133 건의 경우, 일반적인 의미의 "정신"과 153 가지의 "영적"을 의미한다.    약 93 번, 성령에 대한 언급 때때로 pneuma라는 이름으로 그리고 때로는 명시 적으로 paûûma tò Hagion ( Πνεῦμα τὸ Ἅγιον  ).  (경우에 따라 단순히 바람 이나 삶 을 의미하기 위해 일반적으로 사용되기도 한다.  그것은 일반적으로 벌 게이트 역에서는 영(Spiritus) 및 성령(Spiritus Sanctus)으로 번역되었다.
영어 용어 "성신"과 "성령"은 완전한 동의어이다: 하나가에서 유래 고대 영어 가스트 과에서 다른 라틴어 외래어의 spiritus .  프뉴마처럼,  두 용어는 호흡, 애니메이션 힘 과에 영혼을 언급한다.  고전 영어 용어는 다른 모든 게르만 어 (예: 독일 가이스트 비교)와 비슷하지만 좀더 오래되었고, 킹 제임스 바이블(King James Bible)은 상호 교환적으로 사용하였으며 20세기의 성경 번역들은 "성령"을 압도적으로 선호한다. 일반적인 영어 용어 "유령"은 점점 더 죽은 사람의 정신만을 언급하게 되었다.

## 이름

### 유대인 성경
출처 :
- וְר֣וּחַ קָדְשׁ֑וֹ (Ruah qadesow) - 성령 ( 이사야 63:10)[21]
- וְר֣וּחַ קָ֝דְשְׁךָ֗ (Ruah qadseḵa) - 성령 ( 시편 51:11)[22]
- וְר֣וּחַ אֱלֹהִ֔ים (Ruah Elohim) - 하나님의 영 ( 창세 1 : 2)[23]
- נִשְׁמַת-ר֨וּחַ חַיִּ֜ים (Nismat Ruah hayyim) - 생명의 생명의 숨결 (창세 7:22)[24]
- ר֣וּחַ יְהוָ֑ה (Ruah YHWH) - 영의 영 (이사야 11 : 2)[25]
- 지혜의 영 (이사야 11 : 2)[25] 지혜의 영 (눅 11 : 2)
- ר֤וּחַ עֵצָה֙ וּגְבוּרָ֔ה (Ruah esah ugeburah) - 변호의 정신과 능력 (이사야 11 : 2)[25]
- 지식의 정신[26]과 야웨의 두려움 (이사야 11 : 2)[25]

### 신약 성서
- πνεύματος ἁγίου (Pneumatos Hagiou) - 성령 (Mt 1,18)[27]
- πνεύματι θεοῦ (Pneumati Theou) - 신의 정신 (Mt 12,28)[28]
- ὁ παράκλητος (Ho Paraclētos) - The Intercesor (Jn 16,7)[29]
- πνεμμα τῆς ἀληθείας (Pneuma tēs Alētheias) - 진리의 영 (Jn 16, 13)[30]
- Πνεῦμα Χριστοῦ (Pneuma Christou) - 그리스도의 영 (1 Pt, 11)[31]

- πνεμμα (Pneuma) - 성령(Jn 3,8)[32]
- Πνεύματος (Pneumatos) - 성령(Jn 3,8)

아버지 하느님과 아들 하느님 (예수)과 함께 하느님 성령으로 구성된 삼위 일체를 묘사 한 것

- 성령의 숭배
- 이슬람의 성령
- 유대교의 성령
- 성령의 중보
- 기적
- 하나님의 일곱 영

## 같이 보기
- 바르벨로
- 성령의 중보
- 기적
- 하느님의 일곱 영